# Sogno d'estate
Sogno d'estate (The Right to Romance) è un film del 1933 diretto da Alfred Santell.

## Trama
Una dottoressa che lavora in una clinica decide di concedersi una pausa dal suo estenuante lavoro recandosi in una spiaggia mondana. Lì incontra un giovane aviatore e poco dopo decide di sposarlo. L'appassire del caldo farà sfiorire il loro amore, la diversità di caratteri e vedute è troppo grande per essere colmata e decidono di divorziare. Lui tornerà dalla fidanzata, lei convolerà a giuste nozze con un paziente collega.

## Produzione
La lavorazione del film, prodotto dalla RKO Radio Pictures, iniziò a metà agosto 1933.

## Distribuzione
Il copyright del film, richiesto dalla RKO Radio Pictures, Inc., fu registrato il 17 novembre 1934 con il numero LP4311. Distribuito come A Radio Picture, il film uscì nelle sale cinematografiche USA il 17 novembre; a New York, il film fu presentato il 14 dicembre 1933. Il 21 novembre 1934, uscì in Svezia; il 22 gennaio 1935, in Ungheria, dove prese il titolo Egy orvosnő naplója.